# Перша лінія (Метрополітен Кванджу)
Перша лінія (Метрополітен Кванджу) (кор. 광주 도시철도 1호선) — лінія метрополітену в південнокорейському місті Кванджу.

## Історія
Проект будівництва першої в місті лінії метро було затверджено у листопаді 1994 року. Будівництво розпочалося 28 серпня 1996 року, початкова ділянка «Нокдонг» — «Сангмі» була відкрита у 2004 році. У квітні 2008 року відкрили розширення лінії на 6 станцій. До кінця серпня 2016 року на всіх станціях були встановлені станційні двері що відділяють платформу від потягу, після чого всі станції стали закритого типу.

## Лінія
Практично повністю підземна лінія проходить зі сходу на захід Кванджу через центр міста. Основний маршрут лінії проходить від станції «Соте» до «Пхьонгдонг». До східної кінцевої станції «Нокдонг» курсує човник з інтервалом в 1 годину, це запроваджено через дуже низький пасажиропотік на тій станції що зазвичай не перевищує 100 пасажирів на день. Рухомий склад складається з 92 вагонів, лінію обслуговують 23 чотиривагонних потяги що живляться від повітряної контактної мережі.

## Станції
Станції зі сходу на захід.
| Перша лінія |                               |                  |                                 |                         |                                       |                |
| № станції   | Назва українською             | Назва корейською | Назва англійською               | Розташування            | Тип                                   | Дата відкриття |
| 100         | «Нокдонг»                     | 녹동             | «Nokdong»                       | Район Донг, Кванджу     | Наземна з однією береговою платформою | 28 квітня 2004 |
| 101         | «Соте»                        | 소태             | «Sotae»                         | Район Донг, Кванджу     | Підземна з береговими платформами     | 28 квітня 2004 |
| 102         | «Хакдонг-Чингсімса Іпгу»      | 학동·증심사입구  | «Hakdong–Jeungsimsa»            | Район Донг, Кванджу     | Підземна з береговими платформами     | 28 квітня 2004 |
| 103         | «Намквангчу»                  | 남광주           | «Namgwangju»                    | Район Донг, Кванджу     | Підземна з береговими платформами     | 28 квітня 2004 |
| 104         | «Культурний комплекс»         | 문화전당         | «Culture Complex»               | Район Донг, Кванджу     | Підземна з острівною платформою       | 28 квітня 2004 |
| 105         | «Кимнамно 4-га»               | 금남로4가        | «Geumnamno 4-ga»                | Район Донг, Кванджу     | Підземна з острівною платформою       | 28 квітня 2004 |
| 106         | «Кимнамно 5-га»               | 금남로5가        | «Geumnamno 5-ga»                | Район Донг, Кванджу     | Підземна з береговими платформами     | 28 квітня 2004 |
| 107         | «Ринок Янгдонг»               | 양동시장         | «Yangdong Market»               | Район Со, Кванджу       | Підземна з береговими платформами     | 28 квітня 2004 |
| 108         | «Дольгоге»                    | 돌고개           | «Dolgogae»                      | Район Нам, Кванджу      | Підземна з береговими платформами     | 28 квітня 2004 |
| 109         | «Нонсонг»                     | 농성             | «Nongseong»                     | Район Со, Кванджу       | Підземна з береговими платформами     | 28 квітня 2004 |
| 110         | «Хвачонг»                     | 화정             | «Hwajeong»                      | Район Со, Кванджу       | Підземна з береговими платформами     | 28 квітня 2004 |
| 111         | «Ссангчхон»                   | 쌍촌             | «Ssangchon»                     | Район Со, Кванджу       | Підземна з береговими платформами     | 28 квітня 2004 |
| 112         | «Унчхон»                      | 운천             | «Uncheon»                       | Район Со, Кванджу       | Підземна з береговими платформами     | 28 квітня 2004 |
| 113         | «Сангмі»                      | 상무             | «Sangmu»                        | Район Со, Кванджу       | Підземна з береговими платформами     | 28 квітня 2004 |
| 114         | «Конфіренс-центр Кім Дечжуна» | 김대중컨벤션센터 | «Kim Daejung Convention Center» | Район Со, Кванджу       | Підземна з береговими платформами     | 11 квітня 2008 |
| 115         | «Аеропорт»                    | 공항             | «Airport»                       | Район Квангсан, Кванджу | Підземна з береговими платформами     | 11 квітня 2008 |
| 116         | «Парк Сонгчонг»               | 송정공원         | «Songjeong Park»                | Район Квангсан, Кванджу | Підземна з береговими платформами     | 11 квітня 2008 |
| 117         | «Кванджу Сонгчонг»            | 광주송정         | «Gwangju Songjeong»             | Район Квангсан, Кванджу | Підземна з береговими платформами     | 11 квітня 2008 |
| 118         | «Досан»                       | 도산             | «Dosan»                         | Район Квангсан, Кванджу | Підземна з береговими платформами     | 11 квітня 2008 |
| 119         | «Пхьонгдонг»                  | 평동             | «Pyeongdong»                    | Район Квангсан, Кванджу | Наземна з береговими платформами      | 11 квітня 2008 |

## Галерея

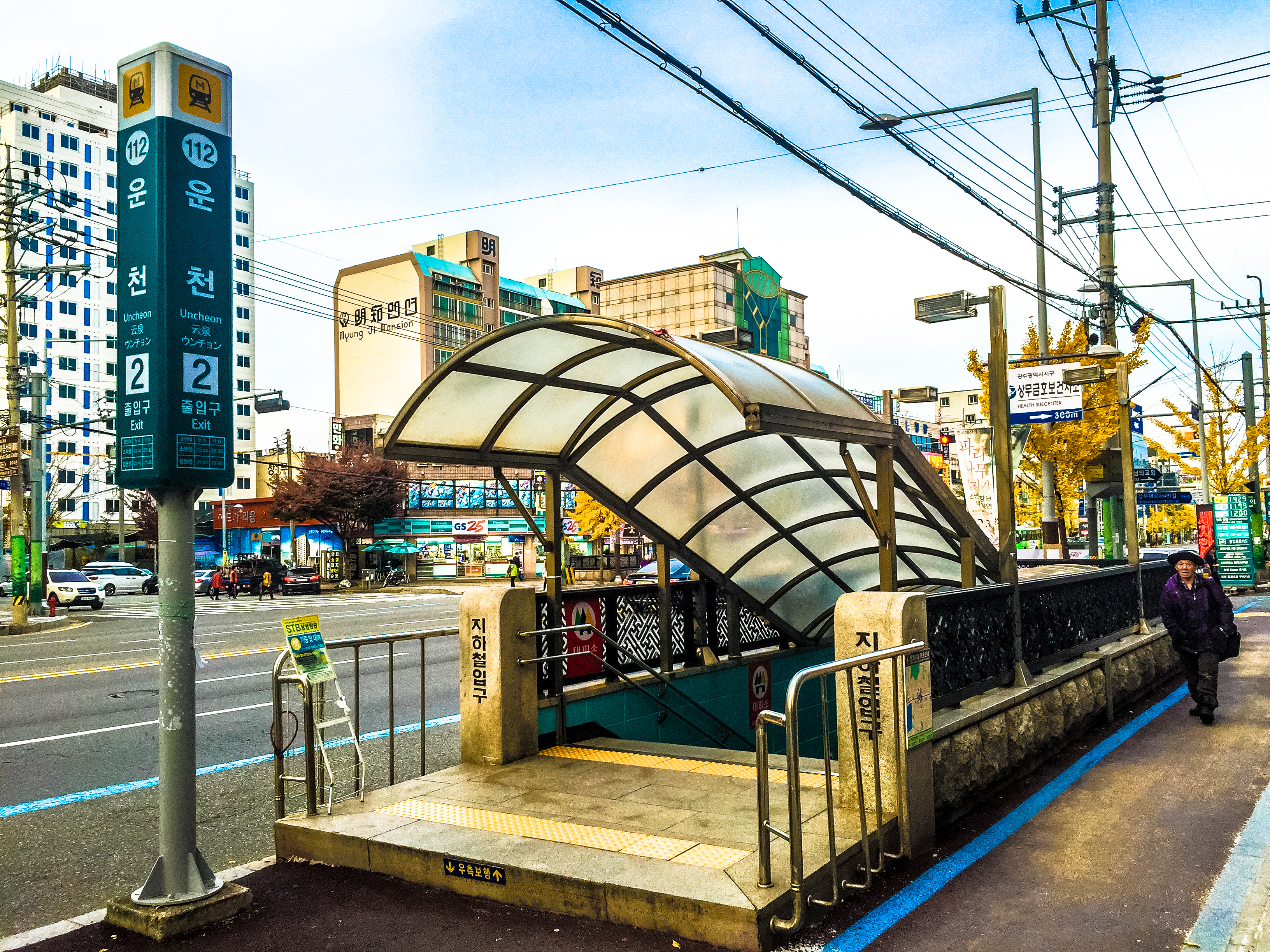
Один з виходів зі станції «Унчхон»
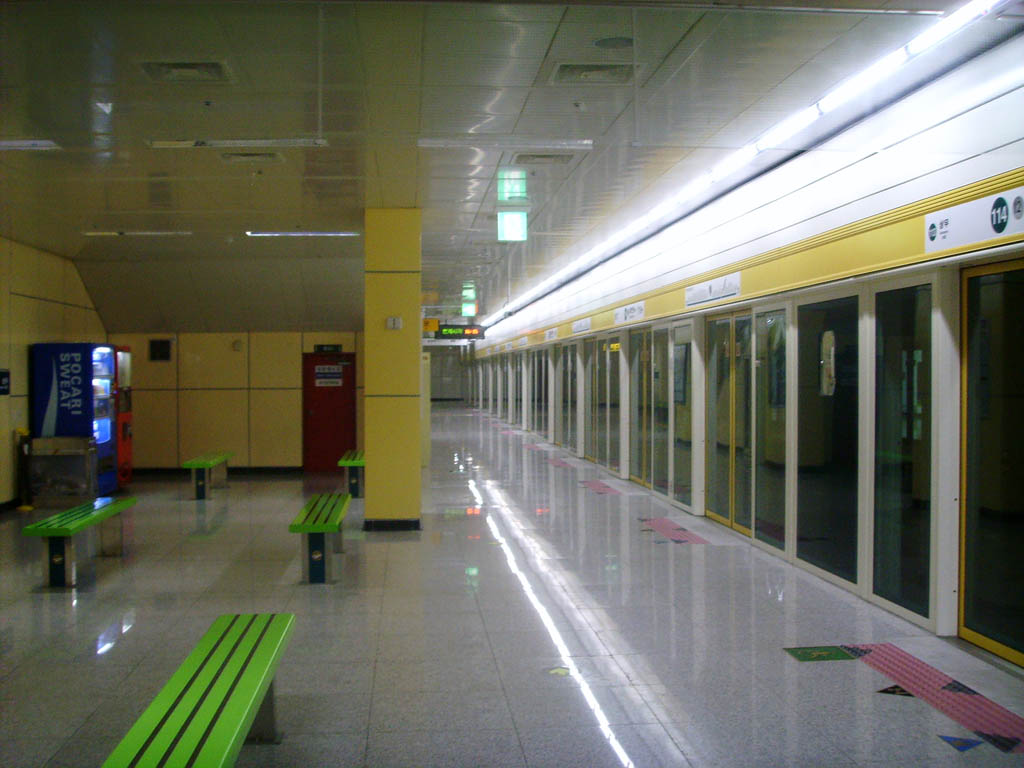
Платформа станції «Конфіренс-центр Кім Дечжуна»
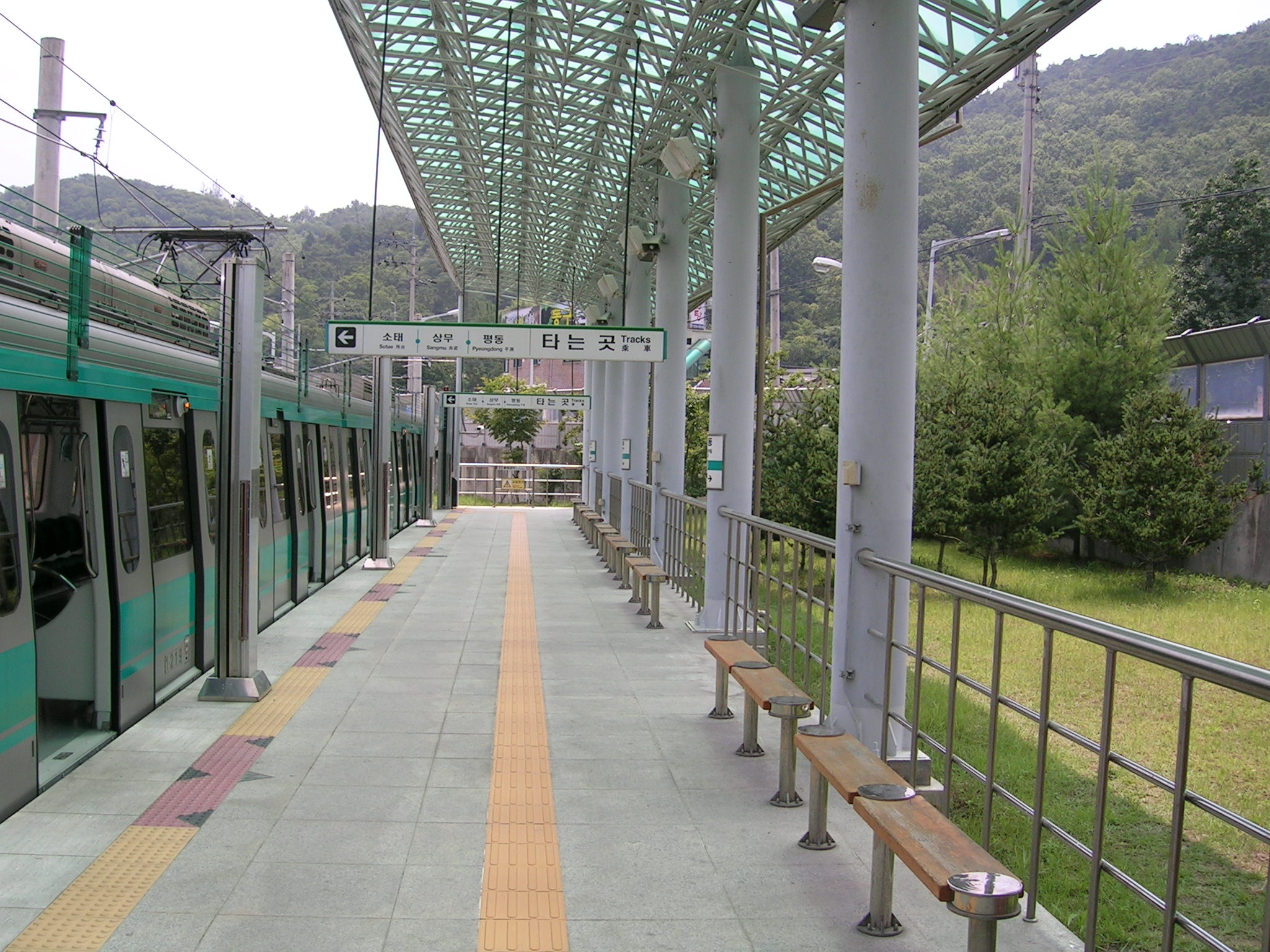
Берегова платформа на наземні станції «Нокдонг»
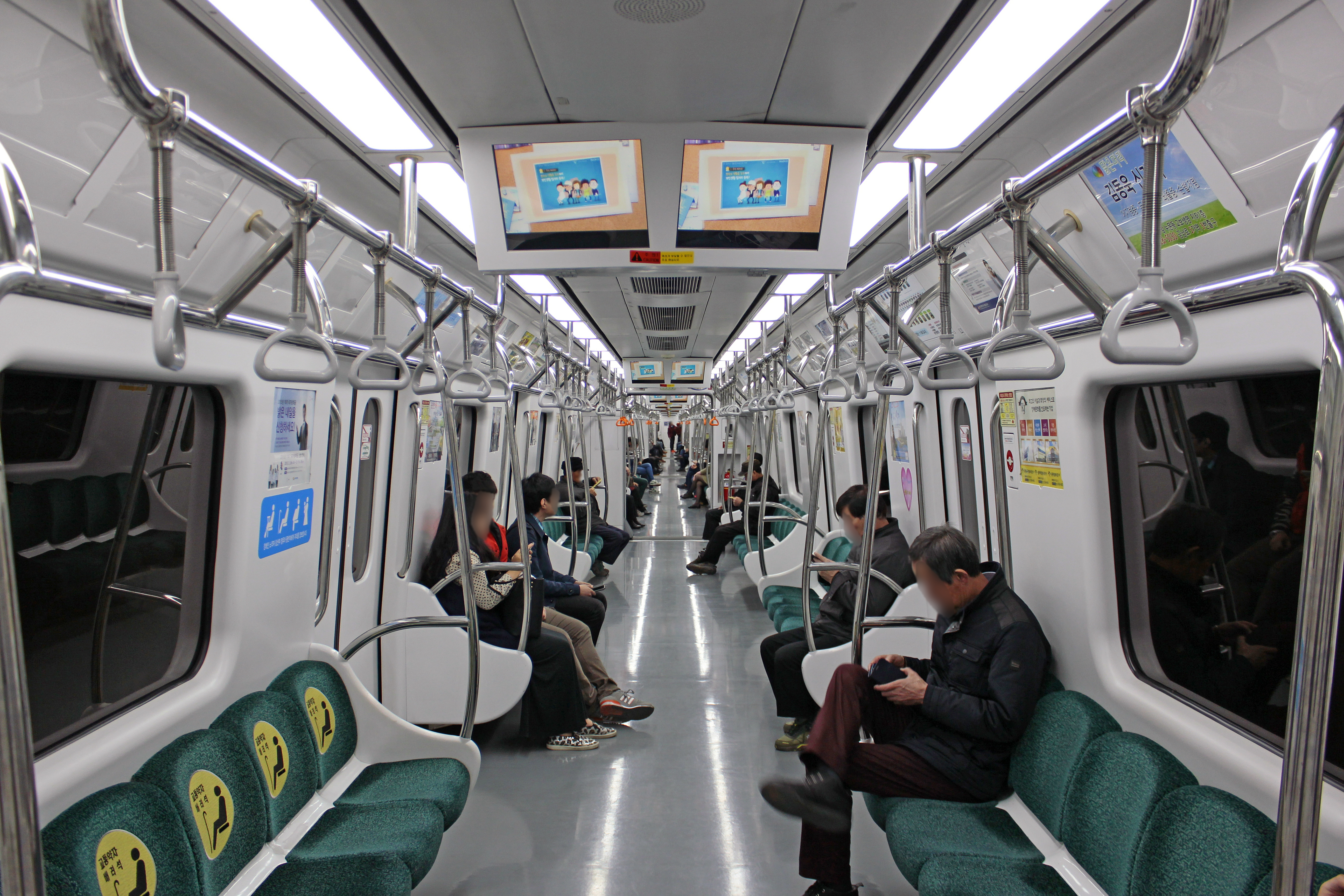
Всередині вагону